# Maur (India)
Maur è una città dell'India di 27.531 abitanti, situata nel distretto di Bathinda, nello stato federato del Punjab. In base al numero di abitanti la città rientra nella classe III (da 20.000 a 49.999 persone).

## Geografia fisica
La città è situata a 30° 4' 60 N e 75° 15' 0 E e ha un'altitudine di 211 m s.l.m..

## Società

### Evoluzione demografica
Al censimento del 2001 la popolazione di Maur assommava a 27.531 persone, delle quali 14.663 maschi e 12.868 femmine. I bambini di età inferiore o uguale ai sei anni assommavano a 3.568, dei quali 2.012 maschi e 1.556 femmine. Infine, coloro che erano in grado di saper almeno leggere e scrivere erano 16.075, dei quali 9.467 maschi e 6.608 femmine.